# Браш-Крік (Оклахома)
Браш-Крік (англ. Brush Creek) — переписна місцевість (CDP) в США, в окрузі Делавер штату Оклахома. Населення — 14 осіб (2020).

## Географія
Браш-Крік розташований за координатами 36°24′59″ пн. ш. 94°47′3″ зх. д. / 36.41639° пн. ш. 94.78417° зх. д. (36.416440, -94.784258).  За даними Бюро перепису населення США в 2010 році переписна місцевість мала площу 2,14 км², уся площа — суходіл.

## Демографія
Згідно з переписом 2010 року, у переписній місцевості мешкало 35 осіб у 12 домогосподарствах у складі 8 родин. Густота населення становила 16 осіб/км².  Було 13 помешкання (6/км²).
Расовий склад населення:
| - 48,6 % — білих - 48,6 % — корінних американців |

До двох чи більше рас належало 2,9 %. Частка іспаномовних становила 0,0 % від усіх жителів.
За віковим діапазоном населення розподілялося таким чином: 31,4 % — особи молодші 18 років, 65,7 % — особи у віці 18—64 років, 2,9 % — особи у віці 65 років та старші. Медіана віку мешканця становила 32,8 року. На 100 осіб жіночої статі у переписній місцевості припадало 118,8 чоловіків;  на 100 жінок у віці від 18 років та старших — 100,0 чоловіків також старших 18 років.
Цивільне працевлаштоване населення становило 37 осіб. Основні галузі зайнятості: освіта, охорона здоров'я та соціальна допомога — 100,0 %.